# SN 2003jt
SN 2003jt – supernowa typu Ia odkryta 24 października 2003 roku w galaktyce A023154-0835. W momencie odkrycia miała maksymalną jasność 22,00m.